# Стенжаричи
Стенжа́ричи (укр. Стенжаричі) — село в Устилугской городской общине Владимирского района Волынской области Украины.
Население по переписи 2001 года составляет 492 человека. Население по оценке 2024 года составляет 392 человека. Почтовый индекс — 44712. Телефонный код — 3342. Занимает площадь 2,36 км².